# Сигнализатор

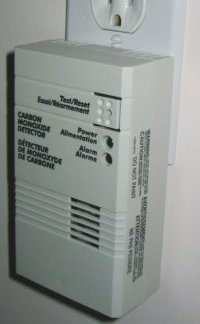
Бытовой сигнализатор угарного газа

Сигнализатор (контрольный прибор) — установка или прибор для подачи сигнала-предупреждения (например светового, акустического или другого) о том, что значение контролируемого параметра превосходит заданный предел или находится вне заданного интервала значений. Как дискретный элемент, который при воздействии внешних физических факторов скачкообразно изменяет своё состояние относится к релейным устройствам. Сигнализаторы предназначены для информации о наличии событий путём преобразования сигналов в форму, удобную для восприятия человеком. В сигнализаторах может отсутствовать измерительное преобразование, такие сигнализаторы автоматически выявляют простейшие события — выход значения величины за установленные пределы.
Сигнализаторы наряду с датчиками служат первичными преобразователями в автоматической сигнализации. Применение сигнализаторов (в отличие от датчиков) позволяет выдавать сигнал о превышении контролируемой величины без дополнительной обработки сигнала во вторичном приборе.

## Индикатор аварийной ситуации
Для управления устройствами защиты, предохраняющими оборудование от аварийных режимов, вызванных отказами отдельных элементов, недопустимыми изменениями параметров источников энергии и окружающей среды, неправильными действиями обслуживающего персонала используются индикаторы аварийных ситуаций:3.
В индикаторе аварийных ситуаций текущее значение контролируемого параметра, воспринимаемого датчиком, сравнивается с уставками, которые задаются задатчиком и определяют допустимые граничные значения:6. Датчик воспринимает значения контролируемого параметра и преобразует их в вид, удобный для дальнейшего использования:13. Задатчик служит для установки предельного значения контролируемого параметра, при достижении которого должна сработать защита. Предельное значение может быть постоянным или меняющимся по определённому закону:24. Текущее значение контролируемого параметра сравнивается с уставкой и в зависимости от величины разности между ними выдаётся один из двух сигналов: «норма» или «отклонение от нормы»:25.